# Incar
Incar, acronimo di Industria Nazionale Costruzione Apparecchi Radio, è stata un'azienda italiana produttrice di apparecchiature radiofoniche. Fondata a Vercelli nel 1946, rimase attiva fino al 1961.
Inizialmente registrata come "Industria Nazionale Costruzione Apparecchi Radio di Vaccarino Zucco e C. in accomandita semplice", venne successivamente iscritta al Registro delle Ditte presso la Camera di Commercio di Milano come "Incar - Industria Nazionale Costruzione Apparecchi Radio".

## Modelli prodotti
Di seguito si riporta un elenco dei modelli prodotti da Incar.

### Produzione del 1950

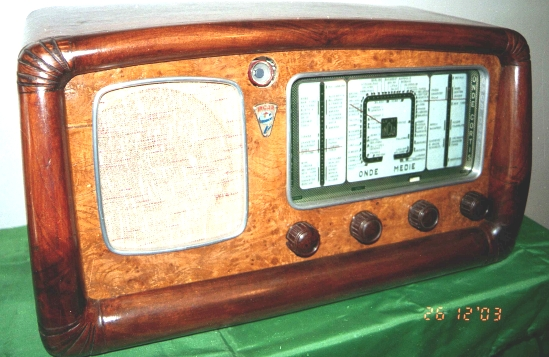
Radio Incar LV 57

- LV 501
- LV 501 RF Midget
- VZ 505
- VZ 507
- VZ 701 RF
- LV 57
- LV 57 RFB

### Produzione dal 1951 al 1952
- VZ 510
- VZ 514
- VZ 515
- VZ 516
- VZ 518
- VZ 519

### Altre produzioni
- LV 42
- LV 43
- LV 46
- LV 47
- LV 49
- LV 51
- LV 52
- LV 53
- LV 54
- LV 55
- LV 56
- VZ 508
- VZ 520
- VZ 521
- VZ 522
- VZ 523
- VZ 524
- VZ 526
- VZ 529
- VZ 531
- VZ 532
- VZ 533
- VZ 601
- VZ 602
- VZ 603
- VZ 705
- VZ 801
- VZ 803
- VZ 807